# 랜디 해리슨
랜디 해리슨(Randy Harrison, 1978년 6월 2일 ~ )은 미국의 배우이다.

## 출연 작품
- 서치 굿 피플 (2014)
- 게이바이 (2012)
- 뱅, 뱅, 넌 죽었다 (2002, Bang Bang You're Dead)
- 퀴어 애즈 포크 (2000)